# Nicolae Florian
Nicolae G. Florian (n. 2 ianuarie 1936, Teiș, județul Dâmbovița — d. 9 ianuarie 1994, Coțofenești, județul Prahova) a fost un acordeonist virtuoz român, de etnie romă, care s-a făcut cunoscut ca instrumentist în Orchestra de muzică populară Radio.

## Biografie
S-a născut la data de 2 ianuarie 1936 în Teiș, județul Dâmbovița, într-o familie de lăutari, fiind văr cu Gheorghe Lambru și Romica Puceanu. Urmează patru clase primare după care se înscrie la Liceul de muzică pe care îl absolvă. A absolvit apoi și Conservatorul „Ciprian Porumbescu” din București.
În anul 1958 participă la Festivalul Internațional al tinerilor soliști de la Moscova, unde obține medalia de aur. Aici a cântat într-o orchestră alcătuită din cele mai bune elemente din București, condusă de dirijorul Ionel Budișteanu.
În anul 1959 obține Premiul I la Festivalul de la Viena, pentru interpretarea lucrării de muzică clasică „La Campanella” de Paganini în transcripție pentru acordeon.
În 1962 înregistrează primele sale piese la Electrecord (cu orchestra lui Nicu Stănescu) și la Radiodifuziunea Română, apărându-i și primul disc de vinil.
Între 1963-1964 este angajat la Orchestra Ansamblului Sfatului Popular al Capitalei, în particular cântând la numeroase nunți în formația lui Fane Vișan.
În 1980 cântă în Japonia într-un turneu de șase luni. Timp de zece ani va mai concerta apoi în Japonia, alături de fiica sa Daniela care este violonistă.
A colaborat și a avut angajamente la Ansamblul „Perinița” din București, devenind mai apoi acordeonist permanent la Orchestra de muzică populară Radio, unde colaborează cu dirijori precum Victor Predescu sau Radu Voinescu.
A întreprins numeroase turnee atât în țară, cât și în străinătate, în țări precum Austria, Italia, Franța, Germania, Suedia, Norvegia, Olanda, Turcia, Tunisia, Algeria, Maroc, Israel, Grecia și SUA.

## Decesul
Moare în anul 1994 la București, la vârsta de numai 58 de ani. Este înmormântat la cimitirul „Reînvierea” din Colentina.

## Distincții
În 1968 este distins cu medalia Meritul Cultural, clasa I, pentru activitatea sa de solist instrumentist la Ansamblul „Perinița” din București.

## Discografie
Înregistrările au fost realizate la Societatea Română de Radiodifuziune și la casa de discuri Electrecord, fiind imprimate trei discuri de vinil proprii și unul colectiv.
| An   | Număr de catalog                               | Format                | Piese | Acompaniament                                                           |
| 1962 | 45-EPC 319 Recital de acordeon Nicolae Florian | disc vinil, EP, 17 cm | 1. Sârba lui Florian 2. Brâul muscelean 3. Ruseasca 4. Breaza | orchestra Nicu Stănescu (1, 2), O.M.P.R., dirijor Nicolae Băluță (3, 4) |
| 1968 | EPC 10.062                                     | disc vinil, EP, 17 cm | 1. Horă (Bordeiaș, bordei) 2. Sârba de la Pitești 3. Horă ploieșteană 4. Hora de la Chitila | orchestra Ionel Budișteanu                                              |
| 1972 | STM-EPE 0702 Ansamblul „Perinița”              | disc vinil, LP, 30 cm | 11. Sârba de la Murfatlar | Orchestra „Perinița”, dirijor Ionel Budișteanu                          |
| 1982 | ST-EDE 02147 Happy Harmonica                   | disc vinil, LP, 30 cm | 1. El Relicario (Padilla) 2. En cachette (A. Barthelémo, P. Homme) 3. Le reveil de la foret (E. Lorin) 4. Panique (P. Ferré) 5. Russian variations 6. Papillons noire (Jo. Prirat) 7. Grow Worm (N. Kirculescu) 8. Nostalgia Gitana (T. Murena) 9. Dizzi Fingers (R. Confay) 10. The Ballerine's Valse (A. Petrescu) 11. La Campanella (N. Paganini) 12. Valse Dervish (Korsakov) | orchestra Alexandru Avramovici                                          |